# Chaire UNESCO des droits de la personne humaine et de la démocratie
La Chaire UNESCO des droits de la personne humaine et de la démocratie est un établissement public béninois de formation et de recherche. Elle est une école doctorale affiliée à la faculté de droit et de science politique de l'université d'Abomey-Calavi.

## Historique et missions
La Chaire UNESCO droit de la personne humaine et de la démocratie à vu le jour à Paris en 1995 à la suite d'un accord entre le gouvernement béninois, l'ex université nationale du Bénin et l'Unesco,,,,,. Cet accord à pour but de mettre en œuvre l'article 40 de la constitution du Bénin qui dispose que: 

« L'’État a le devoir d’assurer la diffusion et l’enseignement de la Constitution, de la Déclaration Universelle des Droits de l’Homme de 1948, de la Charte Africaine des Droits de l’Homme et des Peuples de 1981 ainsi que de tous les instruments internationaux dûment ratifiés et relatifs aux Droits de l’Homme. L’État doit intégrer les droits de la personne humaine dans les programmes d’alphabétisation et d’enseignement aux différents cycles scolaires et universitaires et dans tous les programmes de formation des Forces Armées, des Forces de Sécurité Publique et Assimilés. L’État doit également assurer dans les langues nationales par tous les moyens de communication de masse, en particulier par la radiodiffusion et la télévision, la diffusion et l’enseignement de ces mêmes droits ». »

La Chaire UNESCO DPHD s'est donc fixée comme missions de faire la promotion d'un système intégré d'activités de recherche de formation, d'information et documentation dans le domaine des droits de l'homme et de la démocratie au Bénin et de rendre aisé la coopération  entre des chercheurs et professeurs et le personnel enseignant de l'Université.